# 维纳迪奥
维纳迪奥（義大利語：Vinadio），是意大利库内奥省的一个市镇。总面积182平方公里，人口717人，人口密度3.9人/平方公里（2009年）。ISTAT代码为004248。